# Partido de los Trabajadores de Etiopía
El Partido de los Trabajadores de Etiopía (en amhárico: የኢትዮጵያ ሠራተኞች ፓርቲ, Ye Ityopia Serategnoch Parti) fue un partido comunista, partido único y gobernante en Etiopía desde su fundación el 12 de septiembre de 1984 hasta mayo de 1991). Existió formalmente hasta su ilegalización, en mayo de 1991, aunque en 1990 cambió de nombre.

## La Comisión para la Organización del PTE
Después de la revolución de 1974 en la que se derrocó y ejecutó al negus Haile Selassie, la URSS sustituyó a los Estados Unidos como aliado preferente del gobierno, comenzando a presionar al Derg para la creación de un partido de vanguardia en Etiopía. Mengistu Haile Mariam, líder del Derg (consejo militar que gobernaba el país), estaba inicialmente en contra de crear tal partido, manifestando que la revolución se había consolidado sin su existencia y que no había ninguna necesidad de crearlo. Entre tanto, en los primeros años del poder socialista en el país, frente al aumento de la oposición armada al Derg, era cada vez más evidente la exigencia a cambio de las ayudas soviéticas que un partido civil obtuviese más poder que el propio consejo de los militares revolucionarios que gobernaba el país. En diciembre de 1979, Mengistu anunciaba la creación de la Comisión para la Organización del Partido de los Trabajadores de Etiopía (COWPE).

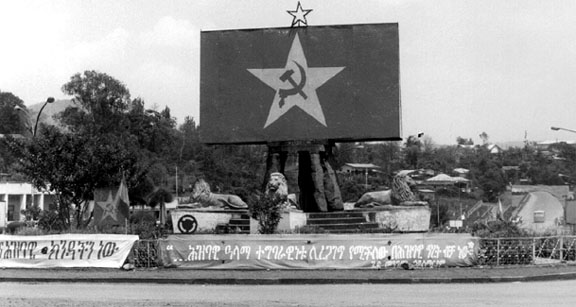
Monumento a los valores del socialismo y el PTE en Adís Abeba.

También se establecieron un cierto de número de organizaciones de masas, como la Asociación de la Juventud Revolucionaria de Etiopía. Se esperaba que estas organizaciones colaborasen en la formación de un partido unificado que eliminara sectarismos y se basaría en los intereses de clase. Las organizaciones debían de actuar también con la conciencia política de Etiopía en un nivel más personal, no solamente representando a los etíopes en los congresos, sino también en el lugar de trabajo y en instituciones educativas. La afiliación a las diversas organizaciones de masas fue también fomentada.
El COWPE hizo tres congresos para las organizaciones de masas que había establecido, y gracias a los esfuerzos del gobierno por animar la diversidad, más de un tercio de los presentes en el I Congreso, en 1980, eran o soldados o residentes de Addis Abeba.
El congreso de 1980 desvelaba la afiliación del Comité Central del COPWE y el Secretariado. El Secretariado, que controlaba el día a día y los asuntos del Comité Central estaba supervisado por los principales líderes del Derg, y lo formaban diversos ideólogos civiles. Las delegaciones regionales del Secretariado, coordinadas por oficiales del Ejército, ayudaban al liderazgo central del COWPE. La organización se tornaba más poderosa en 1981 con la creación de oficinas separadas por el administrador y el representante del COWPE en cada región.
Para 1983 había aproximadamente 50.000 miembros del COPWE y aproximadamente 6.600 células, el sistema organizativo básico de todo partido comunista. Pese a las críticas anteriores de Mengistu a la pureza ideológica y a la necesidad de "comunistas comprometidos", la ideología se convertía en una escusa simple para los esfuerzos del Derg en eliminar a sus adversarios políticos sin tener en cuenta ideologías reales, pues la lealtad al Derg era preferible al seguimiento del marxismo-leninismo en caso de ingresar en el Partido. Con todo, militares y policías eran la mayor parte de miembros del Comité Central, con 79 de 123 miembros militares, 20 de los cuales además eran miembros del Derg.

## La formación del partido

Bandera de la República Democrática Popular de Etiopía, régimen vigente entre 1987 y 1991.

El Partido de los Trabajadores de Etiopía se establecía finalmente el 12 de septiembre de 1984, con motivo del décimo aniversario de la revolución que derrocó a Haile Selassie. El COWPE se disolvía y el Partido de los Trabajadores de Etiopía pasaba a ocupar su lugar. El Comité Central se ampliaba a 183 miembros, celebrándose sus congresos cada cinco años. Como estaba previsto, Mengistu Haile Mariam fue elegido secretario general.
El Politburó del PTE, que reemplazaba a la Junta Directiva del COWPE como órgano de decisión de las decisiones principales de la República Democrática Popular de Etiopía, tenía 11 miembros, 7 dels cuales eran del Derg y los 4 restantes ideólogos civiles o tecnócratas. Generalmente, las decisiones de Mengistu prevalecían sobre cualquier oposición. El nepotismo en la selección de miembros del Politburó significaba que la oposición a Mengistu fue normalmente insignificante.[cita requerida]
A nivel nacional, la afiliación del PTE se tergiversaba fuertemente sin soldados y miembros de ciertos grupos étnicos que habían dado, históricamente, apoyo al concepto de una Etiopía unificada más "grande", como los tigriñas y los amháricos. No obstante, en niveles regionales y locales, la etnicidad y el servicio militar se tornaban menos pertinentes, con gran número de civiles y miembros de diversas etnias en posiciones de poder.
La posición del PTE como "formulador del proceso de desarrollo del país y la fuerza principal del Estado y la sociedad" era salvaguardar la ley en la Constitución elaborada en 1987, que también disolvía el Derg y rebautizaba el país como República Democrática Popular de Etiopía. La Constitución daba más poder político al PTE que al gobierno, con capacidad para los líderes locales del PTE a implementar sus políticas sin oposición posible si no querían entrar en conflicto.[cita requerida]

## Final
En mitad de una insurrección armada, el final de la ayuda soviética en 1990, y un movimiento encaminado hacia la política multipartidista a través de África, el poder del PTE se comenzaba a desgastar, renunciando oficialmente al marxismo-leninismo y apoyando una economía mixta. El mismo Menguistu anunció la refundación del PTE en el Partido Democrático de la Unidad Etíope el 5 de marzo de 1990. Finalmente Mengistu huyó del país y las guerrillas opositoras tomaron el poder en mayo de 1991. El nuevo gobierno declaró disuelto el PTE y su principal organización sucesora, siendo la mayoría de sus dirigentes encarcelados por supuestos crímenes cometidos durante el gobierno comunista,aunque indultados en junio de 2011.